# Josef Krainer (1903-1971)
Pour l’article homonyme, voir Josef Krainer (1930-2016).
Josef Krainer, né le 16 février 1903 à Sankt Lorenzen bei Scheifling et mort le 28 novembre 1971 à Sankt Lorenzen bei Scheifling, est un homme politique autrichien membre du Parti populaire autrichien (ÖVP).

## Biographie

### Enfance et jeunesse
Il est issu d'une famille d'agriculture de Styrie. Après ses études primaires, il suit une formation dans la sylviculture. En 1918, après la chute de l'Autriche-Hongrie, il devient garçon de ferme.
Il rejoint en 1921 le Parti chrétien-social (CS) et prend la présidence de l'Association des travailleurs agricoles et forestiers chrétiens (VCLF), dont il a fait partie des fondateurs. Ayant déménagé à Graz en 1927, il est désigné secrétaire régional de la VCLF.

### Vie politique
Il entame sa vie politique lors de son élection comme député au Landtag de Styrie en 1934. Nommé bourgmestre adjoint de Graz en 1937, il est temporairement incarcéré l'année d'après, à la suite de l’Anschluss. Il travaille ensuite dans une briqueterie.
Il est de nouveau arrêté en 1945, considéré comme « politiquement dangereux », mais s'enfuit et passe dans la clandestinité jusqu'à la fin de la Seconde Guerre mondiale. Une fois le conflit fini, il adhère au Parti populaire autrichien (ÖVP), qui succède au CS, et entre au gouvernement régional de Styrie.

#### Landeshauptmann de Styrie
Le 6 juillet 1948, Josef Krainer est investi à 45 ans Landeshauptmann de Styrie. Sa première expérience électorale se révèle décevante, puisqu'aux élections régionales du 9 octobre 1949 l'ÖVP perd dix points et réunit 42,9 % des voix, soit 22 députés sur 48.
Le scrutin du 22 février 1953 constitue un échec : si le Parti populaire remporte 21 parlementaires contre 20 au Parti socialiste d'Autriche (SPÖ), mais l'ÖVP est devancé de 0,4 point et 2 600 voix. À partir des élections régionales du 10 mars 1957, il rétablit la domination de l'ÖVP sur la Styrie en réunissant 46,4 % des voix et 24 sièges au Landtag.
Élu sénateur au Conseil fédéral entre le 7 avril 1965 et le 19 avril 1968, il en exerce la présidence du 1er janvier au 30 juin 1967. Les élections du 15 mars 1970 sont pour lui l'occasion de donner au Parti populaire son meilleur résultat depuis 1949 : 48,6 % des suffrages et 28 élus sur 56.
Le 28 novembre 1971, il meurt d'un arrêt cardiaque à Sankt Lorenzen bei Scheifling. Avec un mandat de 23 ans et quatre mois, il établit le record de longévité en Styrie. Il est remplacé deux semaines après par Friedrich Niederl. En 1980, son fils Josef Krainer devient à son tour Landeshauptmann.